# ويندي بي لورانس
ويندي بي لورانس (بالإنجليزية: Wendy B. Lawrence) (و. 1959 – م) هي طيارة بحرية في الولايات المتحدة، ورائدة فضاء، ومهندسة، وقائدة هليكوبتر من الولايات المتحدة الأمريكية . ولدت في جاكسونفيل، فلوريدا .

## ريادة الفضاء
شاركت في المهمات الفضائية:
- STS-114
- STS-91
- STS-67
- STS-86.

## التعليم
تعلمت في معهد ماساتشوست للتكنولوجيا

## الخدمة العسكرية
خدمت في بحرية الولايات المتحدة.